# Força Aèria Argentina
La Força Aèria Argentina (FAA) (en castellà: Fuerza Aérea Argentina) és el component aeri de les Forces Armades Argentines. El personal de la FAA en l'any 2007 era de 21.560 persones entre homes i dones. D'aquest total 14.606 eren militars i 6.854 eren civils. Dels 14.606 militars que formaven la força en aquesta data hi havia: 2.497 oficials, 9.394 sotsoficials i 1718 soldats voluntaris. L'actual Cap de la FAA és el General de Brigada Mario Miguel Callejo.

## Personal
El personal es divideix en: 
- El Quadre d'oficials, format per oficials superiors, oficials en cap, oficials subalterns, oficials professionals, cadets.
- El Quadre de sotsoficials, entre els que hi ha sotsoficials superiors, sotsoficials subalterns i aspirants.
- El Quadre de tropa de soldats voluntaris.
- El Quadre de personal civil en els seus diferents agrupaments; superior, supervisor, universitari, tècnic, administratiu, de producció i de serveis.

## Estructura Orgànica de la Força Aèria Argentina
La Força Aèria Argentina és una de les tres Forces Armades Argentines, juntament amb l'Exèrcit i l'Armada. El President de la Nació Argentina és el Comandant en Cap de la Força Aèria, així com de les altres branques de les forces armades. Centralitzades sota l'òrbita de l'Estat Major Conjunt de les Forces Armades i del Ministeri de Defensa de la Nació

## Història

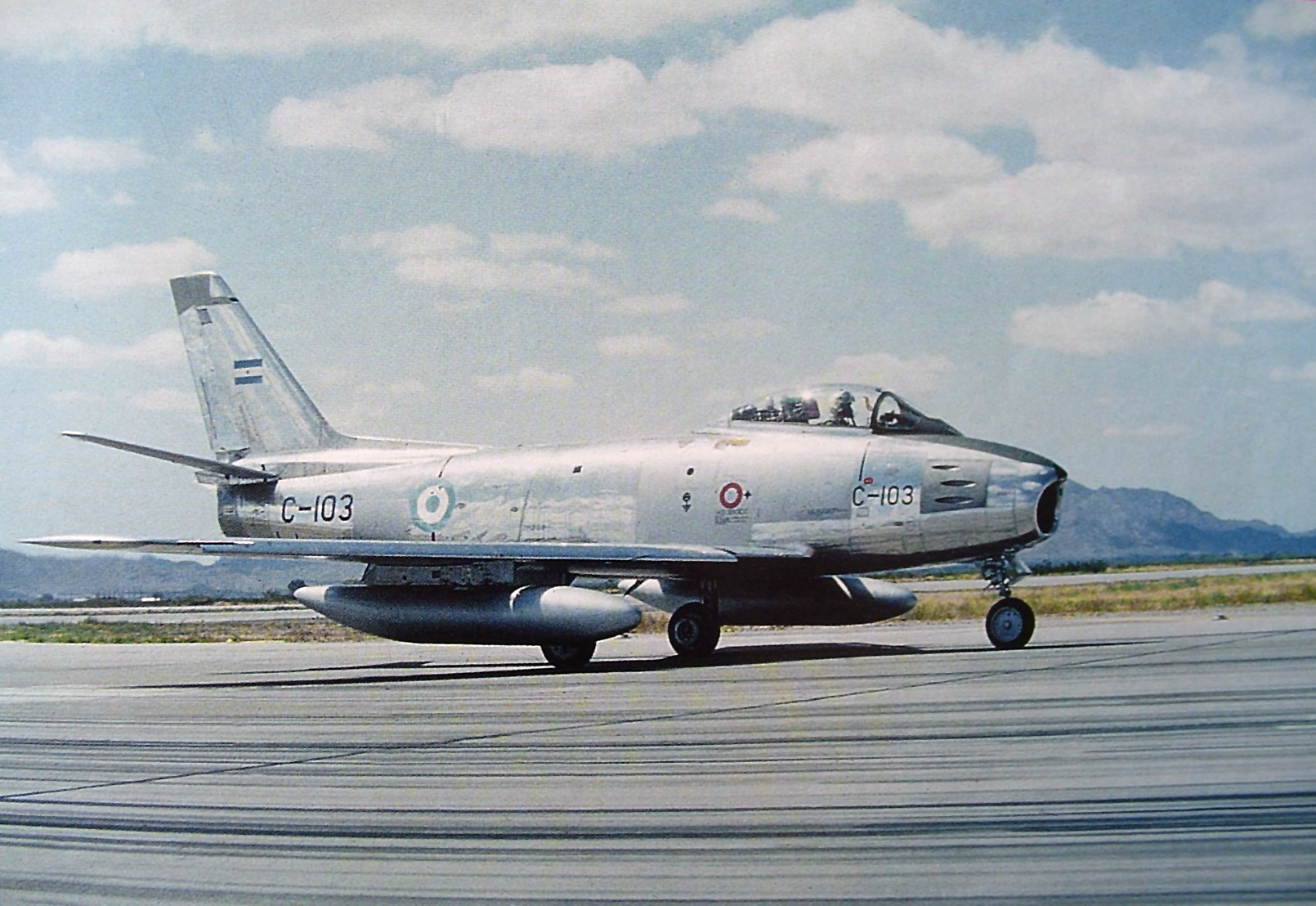
F-86 Sabre

La història de la Força Aèria Argentina comença amb la creació de l'Escola Militar d'Aviació el 10 d'agost de 1912. Diversos oficials militars de l'Exèrcit argentí van estar entre els pioners de l'aviació argentina, entre ells Jorge Newbery, un oficial retirat de l'Armada Argentina, enginyer i aventurer, que comptava amb amics per dur a terme les seves gestes aèries. Entre aquests amics es trobaven els senyors Aarón de Anchorena i Carlos Muffatti Meraviglia, qui va perir en un accident aeri en rodalia de San Fernando, ciutat pionera en l'activitat aèria de l'Argentina. A partir del suport d'aquests amics, Jorge Newbery comença a planificar l'encreuament de l'Serralada dels Andes en el Globus aerostàtic "Pampero". D'aquesta escola van sortir diversos pilots militars que van participar en les principals fites de l'aviació argentina, com l'encreuament dels Andes amb avió.
Es pot dir que amb Jorge Newbery, es funda l'aviació en general (civil i militar) de l'Argentina, el precursor, a més aficionat de la boxa, la pintura i molt vinculat al Club Atlético Huracán. Al barri de Vila Lugano se li recorda i homenatja, ja que és aquest territori va tenir lloc el primer aeròdrom del país. Un altre precursor de la Força Aèria va ser Pablo Teodoro Fels, qui a bord del seu Blériot XI, idèntic al de Newbery va creuar el Riu de la Plata en la matinada de l'1 de desembre de 1912 amb rumb a Montevideo, on va arribar dues hores després, batent el rècord mundial en el vol sobre aigua. Per aquesta gesta, Fels va ser felicitat i homenatjat per l'Exèrcit Argentí; però també va ser sancionat per haver contravingut les reglamentacions militars. Després de complir el seu arrest, va ser ascendit a Cap.
En 1927 es va crear la Direcció general d'Aeronàutica pertanyent a l'Exèrcit Argentí amb l'objectiu de coordinar l'aviació militar del país. En el mateix any es va fundar a Còrdova la Fàbrica Militar d'Avions, que es convertiria en el cor de la indústria aeronàutica local.
Per als anys 1940 hi havia diverses unitats aèries tant en l'Armada Argentina com en l'Exèrcit Argentí. Els primers passos per a la formació d'una força independent es van donar l'11 de febrer de 1944 quan es va crear el Comando Aeronàutic, que estava a càrrec del brigadier Bartolomé del Pujol. El brigadier general Del Pujol va convocar a un grup d'oficials com el brigadier Sustaita i el brigadier Muratorio, instant-los a la creació d'una Força Aèria Independent, que hauria de tenir els seus propis reglaments com a tal.
El brigadier Bartolomé del Pujol va decidir planificar la creació d'una Força Aèria, i va convocar al Suboficial Major José Aurelio González, qui havia tingut una destacada carrera en l'arma d'Artilleria en l'Exèrcit Argentí. Aquest suboficial, de llarga trajectòria castrense, va quedar al capdavant del Comando de Personal de la Direcció general d'Aeronàutica, prestant serveis en la Brigada Aèria I amb seu al Palomar.

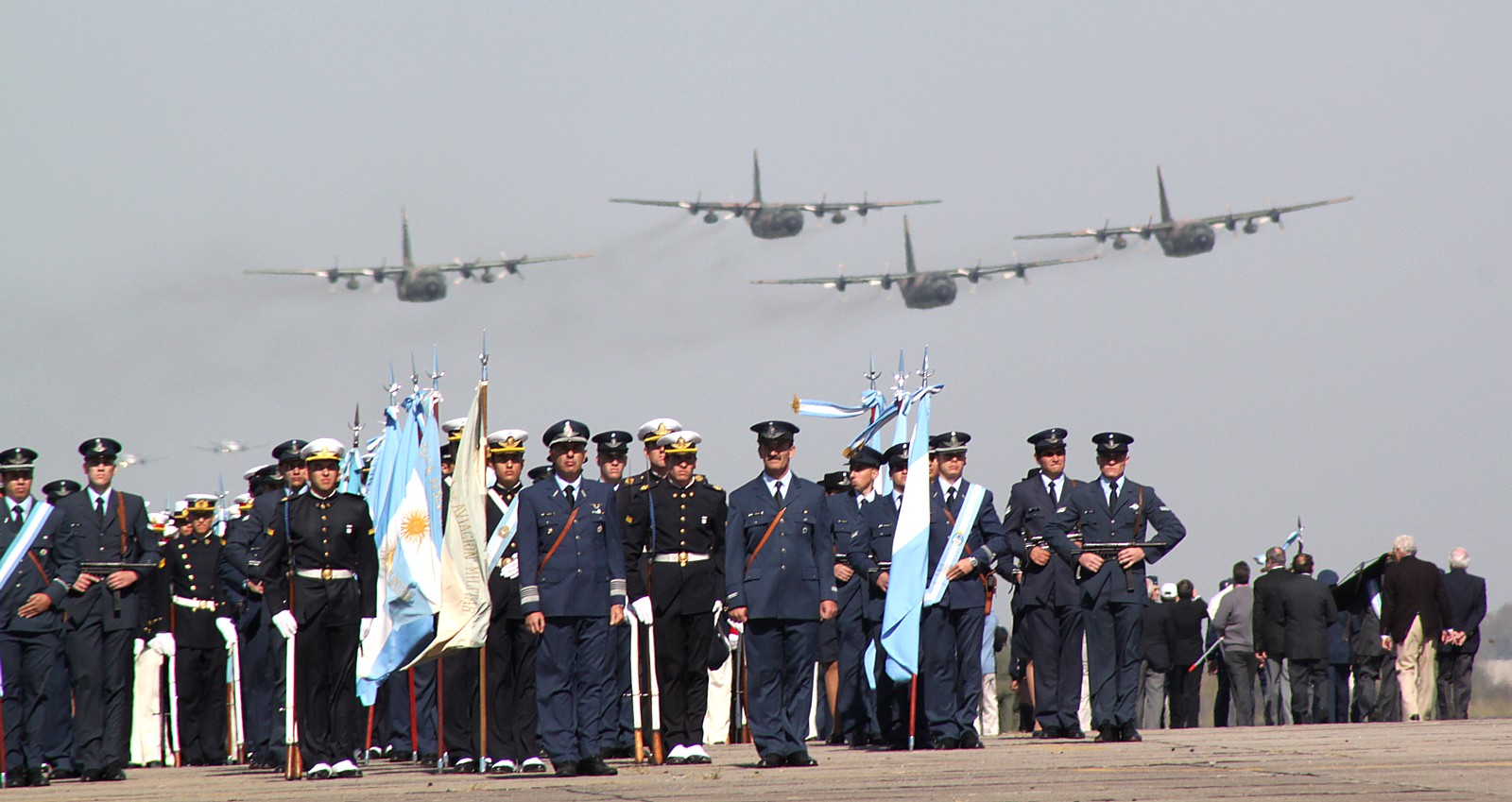
C-130s al 2010 Air Fest Show.

A partir de la incorporació de personal militar a la Direcció general d'Aeronàutica, la mateixa va ser creixent fins que es va convertir el 4 de gener de 1945 en la Força Aèria Argentina.
Al final de la Segona Guerra Mundial la Força Aèria va iniciar un procés de modernització que va incorporar avions com l'Avió de caça Gloster Meteor, sent la primera força aèria d'Amèrica Llatina equipada amb aeronaus de Propulsió a reacció. També es van adquirir alguns bombarders Avro Lincoln i Avro Lancaster, creant així una força poderosa dins de la regió. La Força Aèria també va iniciar el desenvolupament del seu propi avió, l'I.ae. 27 Pulqui I i l'I.ae. 33 Pulqui II, amb la col·laboració de tècnics alemanys, fent a Argentina el primer país llatinoamericà i el cinquè al món a desenvolupar tecnologia pròpia de caces de reacció.
Durant l'última dictadura a Argentina, dependències com la Base Aèria Militar de Mar del Plata es van transformar en Centre clandestí de detenció.

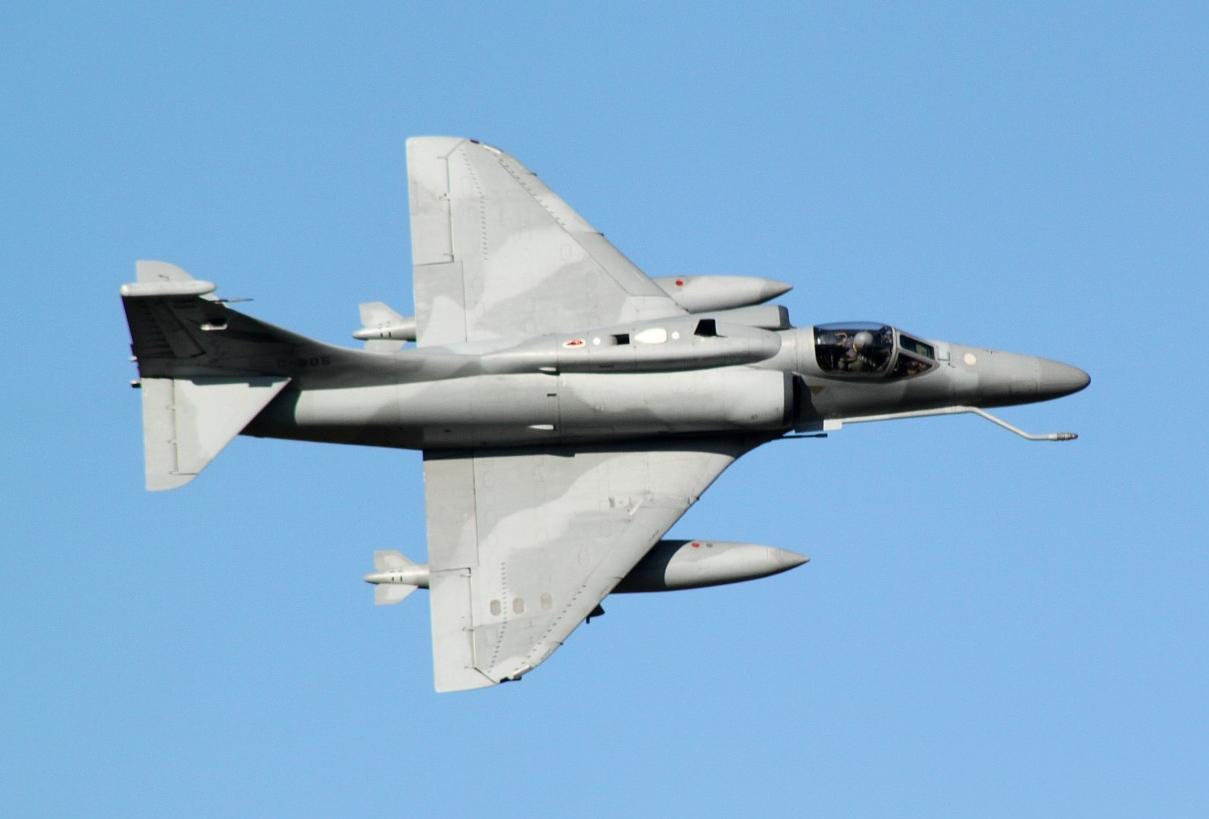
A-4AR Fightinghawk.

En 1994 l'ex president Carlos Menem, deroga el Servei Militar Obligatori, en el seu lloc habilita el Servei Militar Voluntari per un termini de 10 anys, on els soldats, ja no són anomenats conscriptos i dragoniantes, canviant les seves jerarquies per les de voluntaris de 1a i de 2a. Es professionalitza i es permet la incorporació de dones.
En 1996, Carlos Saúl Menem canvia els uniformes dels militars de la FAA. En aquells dies usaven jaquetes i pantalons color blau acer (blau grisenc), passant a utilitzar el de color blau pissarra, mantenint les seves camises celestes. Mentre que els uniformes de combat, canvien del verda oliva llis, per uns de camuflatge selvàtic que combinen els verds foscos, clars, marrons i negres. Per la seva banda les granotes de treball, coneguts en l'argot de la FAA com a bussos, van passar de ser color blau pastís amb la llegenda "Força Aèria" en l'esquena, a ser de color blau nit sense cap tipus d'inscripcions.
A principis de 2005, disset brigadieres part superior de la Força Aèria, inclòs el Cap d'Estat Major, el general de brigada Carlos Rohde, van ser acomiadats pel president Néstor Kirchner després d'un escàndol de tràfic de drogues a través d'Aeroport Internacional d'Ezeiza. Kirchner va citar fallades en els sistemes de seguretat dels aeroports argentins (que van ser supervisats per la Policia Aeronàutica Nacional, una branca de la Força Aèria) i l'encobriment de l'escàndol, malgrat que més tard es va saber que moltes agències governamentals, entre ells el Ministeri de l'Interior, l'Administració de Duanes i la Secretaria d'Intel·ligència de l'Estat sabien de les operacions de narcotràfic.
D'aquesta manera, la Policia Aeronàutica Nacional que depenia del Comando de Regions Aèries, deixa de tenir naturalesa militar i va passar a ser una força de Seguretat Civil dependent en el seu moment del Ministeri de l'Interior, passant a cridar-se Policia de Seguretat Aeroportuària. En 2007, el Servei Meteorològic Nacional, també depenent del Comando de Regions Aèries, passa a dependre directament com a òrgan estatal del Ministeri de Defensa, perdent ingerència militar. Originalment, va ser un servei civil, i en 1966 el Servei Meteorològic Nacional organisme que depenia del Ministeri d'Educació, en la presidència de facto de Juan Carlos Onganía, el servei va ser passat per força Aèria.
Actualment la preocupació principal de la Força Aèria en l'actualitat són l'establiment d'una xarxa de radars per al control de l'espai aeri del país, la substitució dels seus avions de combat de major edat (Mirage III, Mirage V) i la incorporació de noves tecnologies. La possibilitat de comprar excedents de la Força Aèria Francesa Mirage 2000C combatents, igual que l'opció triada per la Força Aèria Brasilera, s'ha considerat.
Des de la dècada de 1990, la FAA ha establert bones relacions amb els veïns de la Força Aèria Brasilera i la Força Aèria de Xile. Es reunirà anualment, en forma rotativa, en la combinació exercicis CRUZEX a Brasil, Ceibo a Argentina i Salitre a Xile.
Per decrets també de l'ex-president Néstor Kirchner, se li ha atorgat al Personal Civil de les Forces Armades, la qualitat i drets dels empleats de l'Administració Pública Nacional sota un Conveni Col·lectiu de Treball (Decret 214/06). A través d'aquest es permet al Personal Civil de les Forces Armades formar parts de sindicats, tenir dret a vaga i al fet que no s'abusi dels seus drets com a ciutadans treballadors. El Personal Militar solament compta amb comandament sobre els civils, en qüestions netament del servei en el qual es trobin destinat i en les funcions inherents a la tasca que desenvolupen. Contràriament del comandament propi entre militars o com era antigament amb els civils, que devien adaptar-se als reglaments i conductes militars i obeir al peu de la lletra les seves ordres.
A partir de gener de 2011 la President Cristina Fernández decreta un nou organigrama de la Força, eliminant la tradicional estructura de quatre Comandaments Superiors i l'eliminació de les cinc Prefectures Militars.

## Administració Nacional d'Aviació Civil
A partir de l'1 de juliol de 2009 més de 3.000 militars van passar en "comissió" per un any, a l'òrbita del Secretaria de Transport depenent del Ministeri de Planificació Federal, Inversió Pública i Serveis, atès que el Comando de Regions Aèries, encarregat de la totalitat del Control del tràfic aeri civil, esportiu i comercial, va ser dissolt i les seves funcions, aeroports, adreces, Centre d'Instrucció Perfeccionament i Experimentació, i les quatre regions aèries (RACE, RANO, RANE, RASU) van passar a mans polítiques per funcionar en un nou organisme denominat Administració Nacional d'Aviació Civil (ANAC). Per la seva banda el Personal Civil que s'exercia en les destinacions d'aquest Comando, van passar definitivament com a personal de planta permanent de la nova Administració. Els militars tenen l'opció de tornar per força Aèria. Al seu torn, la Sotssecretaria de Transport Aerocomercial dependent de la ja esmentada Secretaria de Transport de la Nació i l'ens autàrquic conegut com a Organisme Regulador del Sistema Nacional d'Aeroports es fusionen amb la ANAC que posseïa totes les funcions i organisme de l'ex Comando de Regions, excepte el Servei Meteorològic i la Policia Aeronàutica.
Dels 3.000 militars que treballaven en comissió, la meitat d'ells van ser donats de baixa a la seva sol·licitud de la Força Aèria per integrar els planters d'ANAC com a treballadors civils, mentre que l'altra meitat van ser redistribuïts en diferents unitats militars. En el cas dels 1.046 Personal Civil de Força Aèria que s'exercia en el Comando de Regions Aèries, no van tenir opció i de manera obligatòria van conformar el planter de la ANAC.
La ANAC, (I antigament el CRA) s'ocupa de les rutes aèries i del control sobre els vols de les aerolínies comercials públiques i privades, dels avions particulars o d'empreses, dels vols esportius i dels vols mèdics.
Mentre que la vigilància i custòdia de l'Espai aeri sobirà davant la invasió d'aeronaus estrangeres o objectes no identificats en els radars, és funció merament militar, sempre va ser realitzat pel Ce.Vyca a Merlo i des de fa uns mesos pel Centre de Vigilància Aeroespacial de la ciutat de Resistència (ciutat) a la província de Chaco, unitats dependents del Comando d'Allistament i Ensinistrament de la força. A través d'aquestes unitats, la Força Aèria detecta innombrables vols clandestins del narcotràfic, però com la FAA no és una Força de Seguretat Interior i no existeix al país una Llei d'Enderrocaments, no pot destruir a les naus invasores. Actualment (2011) es debat al Congrés Nacional, el tema de radarització de les fronteres argentines. El novembre de 2011, després d'un conflicte sindical, la Presidenta Cristina Fernández per decret traspassa novament a l'òrbita de la Força Aèria totes les tasques del control del trànsit aeri, creant dins de la FAA, la Direcció general de Trànsit Aeri, en reemplaçament de la ANAC i de l'antic Comando de Regions Aèries.

### L'antic Comando de Regions Aèries
El Comando de Regions Aèries va ser credo com a organisme de la Força Aèria pel govern de facto del general Juan Carlos Onganía en 1968, a ell van passar les funcions de la Direcció nacional d'Aviació Civil i de la Direcció general de Circulació Aèria i Aeròdroms, ens que van ser dissolts per la gestió del citat president de facto. El Comando de Regions Aèries, va sumar a més les adreces de Policia Aeronàutica i del Servei Meteorològic. Totes aquestes estructures van recuperar la seva autonomia civil a partir del Govern de Néstor Kirchner. Els aeroports i aeròdroms de tot el país, pertanyien per força Aèria Argentina, a través del seu Comando de Regions Aèries, fins que durant el govern de Carlos Menem en un marc de privatitzacions, en la dècada del 90, la concessió i administració dels mateixos van passar a les mans de capitals privats, a les empreses competitives entre si, Aeroports Argentina 2000 i London Supply, els qui encara les posseeixen.
En l'actualitat, les adreces regionals controlen la navegació i les rutes aèries. Les quatre adreces regionals depenen de la Direcció nacional de Navegació Aèria.
Actualment molts aeròdroms i aeroports sota la jurisdicció de la ANAC, comparteixen finque si instal·lacions de les diferents Bases Aèries Militars i Brigades Aèries, tals el cas del Palomar, Morón, Mariano Moreno, Paraná, Tandil, Comodoro Rivadavia, Riu Gallecs, Mar del Plata, Mendoza, Vila Reynolds i Reconquesta.
En el cas de l'Aeroport de Badia Blanca, comparteix instal·lacions amb una altra base militar, però de l'Armada Argentina. La Base Aeronaval Tomás Espora i l'Aeroport de Trelew, comparteix instal·lacions amb la Base Aeronaval Almirall Tsar, ambdues dependents del Comando d'Aviació Naval (COAN)

## Conflictes armats
La FAA va tenir el seu baptisme de foc en defensa del govern constitucional el 16 de juny de 1955, durant la primera fase del cop d'estat de 1955, quan avions Gloster Meteor lleials al govern es van enfrontar en combat aeri a dos North American AT-6 Texan de l'Armada Argentina. Un d'ells, l'I-063 al comando del tinent Ernesto Adradas va derrocar al AT-6 (pilotat pel guardiamarina Arnaldo Román) en tant el seu company, el primer tinent Osvaldo Rosito, a bord de l'I-090, va atacar a l'aparell del tinent Màxim Rivero Kelly, que va aconseguir retirar-se. Aquest dia, la Força Aèria va realitzar diverses missions i cinc dels seus aparells van desertar per sumar-se al bàndol rebel. Durant la segona fase d'aquell conflicte, entre el 16 i el 21 de setembre de 1955, les accions de combat, patrulla i transport de tropes i armaments van ser nombroses.
En 1975, la Força Aèria Argentina va tornar a entrar en combat, participant en missions d'atacs a bases i posicions de la companyia Ramón Rosa Jiménez del ERP (Exèrcit Revolucionari del Poble), i als militants montoneros enviats a donar-los suport, a la província de Tucumán dins del que va ser donat a cridar l'Operatiu Independència (1975-1976), emprant per a això avions Hèrcules C-130, Douglas A-4 Skyhawk de la V Brigada de Caça i Atac amb seient en Vila Reynolds, província de Sant Luis, quatre prototips IA-58 Pucará de fabricació nacional i avions Mentor.
Durant el Mundial 78, la Força Aèria Argentina va informar mitjançant un comunicat que en la nit del diumenge 18 de juny van morir quatre militars en precipitar-se a terra un helicòpter mentre realitzava missions de vigilància al barri Fisherton de Rosario (Argentina).
L'1 de maig de 1982, durant la Guerra de Malvines, la Força Aèria va entrar en combat per tercera vegada en la seva història, en aquest cas contra Regne Unit. El que va cridar l'atenció en aquella oportunitat va ser que pesar de ser superats en tecnologia, els pilots argentins van aconseguir excel·lents resultats, enfonsant i danyant diversos bucs de la flota britànica, així com recolzant tropes en terra.
Durant el conflicte de l'Atlàntic Sud, la Força Aèria va activar dos comandos superiors en els quals es va dividir el Comando d'Operacions Aèries. A saber, d'una banda les missions i vols de Transport i Càrrega, al comandament del Comando Aeri de Transport i per l'altre costat, on s'alineaven els Grups de combat al comandament del Comando Aeri de Defensa. Un tercer comando, el Comando Aeri Estratègic, juntament amb els altres dos i el Departament d'Operacions.
Al seu efectes, durant la Guerra de Malvines, a càrrec del Brigadier Ernesto Crespo, es va crear la Força Aèria Sud, amb els elements aeris que conformaven la Força Aèria Argentina, més els del Comando d'Aviació Naval de l'Armada, aeronaus de la Prefectura Naval Argentina i aeronaus civils de l'Esquadró Fènix i de l'empresa estatal de transport de passatgers Aerolínies Argentines.

## Present
Actualment la Força Aèria, al costat de l'Exèrcit, l'Armada i la Gendarmería Nacional Argentina, conformen el grup de Cascos Blaus de l'ONU en Missions de Paz, integrant els contingents de les diferents nacions, i fent presència a Haití-MINUSTAH (Batalló Conjunt Argentí) i a Xipre (Força de Tasques Argentina). La major aportació de la Força Aèria en aquestes intervencions, és el modern
Hospital reubicable de l'Argentina.
Des de 2007 participa de l'Operatiu Fortí, el qual té el propòsit de subministrar vigilància de l'espai aeri argentí i brindar informació a les Forces de Seguretat en la lluita contra el narcotràfic. També s'aporten mitjans aeris en forma constant al Pla Nacional de Maneig del Foc, involucrant-se en la lluita contra incendis.
Últimament els avions Dassault Mirage III i A-4AR Fightinghawk, els seus avions de primera línia, s'han vist compromesos en petits inconvenients com a despreniments de les seves parts en ple vol i escasses hores de pilotatge a causa de l'envelliment dels aparells i al baix pressupost subministrat per l'Estat.
El 14 de febrer de 2013 un caça bombarder biplaça A-4AR Fightinghawk (matrícula C-902) participant en l'operació "Fortín" es va accidentar durant l'aterratge en l'Aeroport Vicecomodoro Ángel de la Paz Aragonés, a Santiago del Estero per aparents problemes tècnics. Els pilots, el Major David Machado i el Primer Tinent Esteban van aconseguir ejectar-se.

## Aeronaus

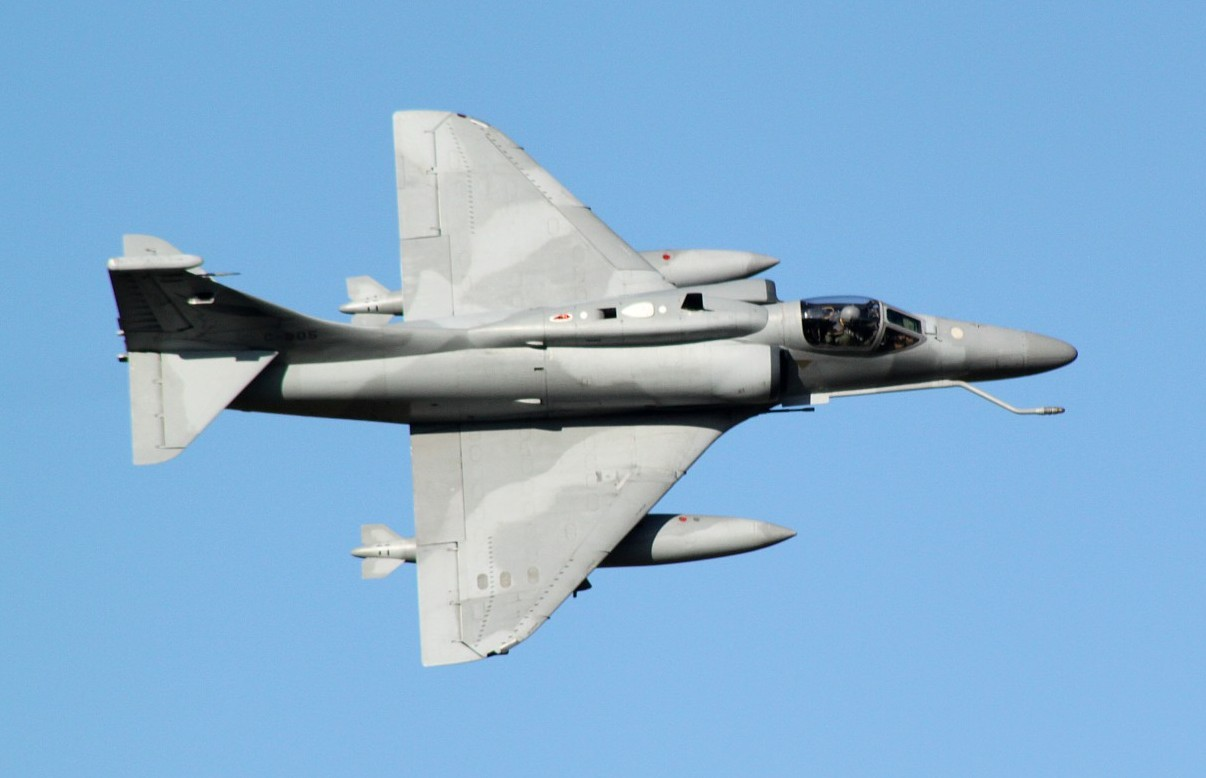
A-4AR (Fightinghawk) caça bombarder.

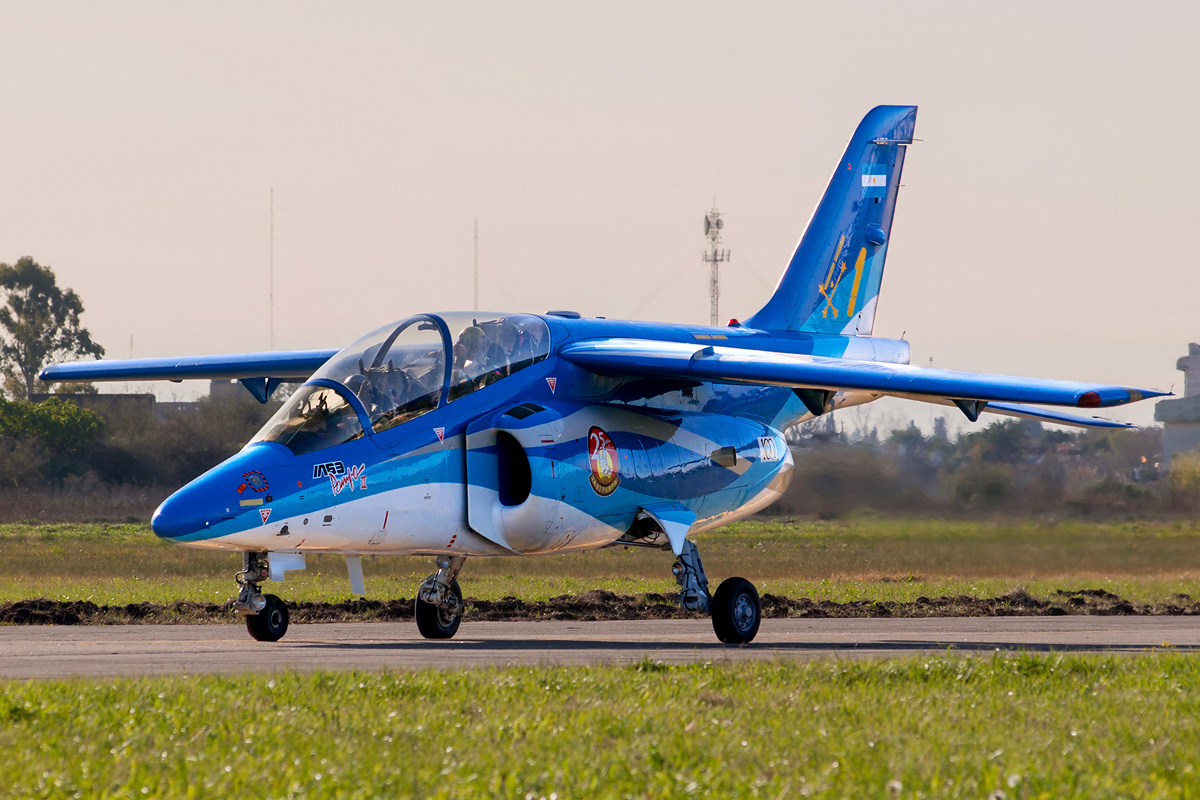
Un Pampa II de l'equip argentí d'Acrobàcia aèria Cruz del Sur.

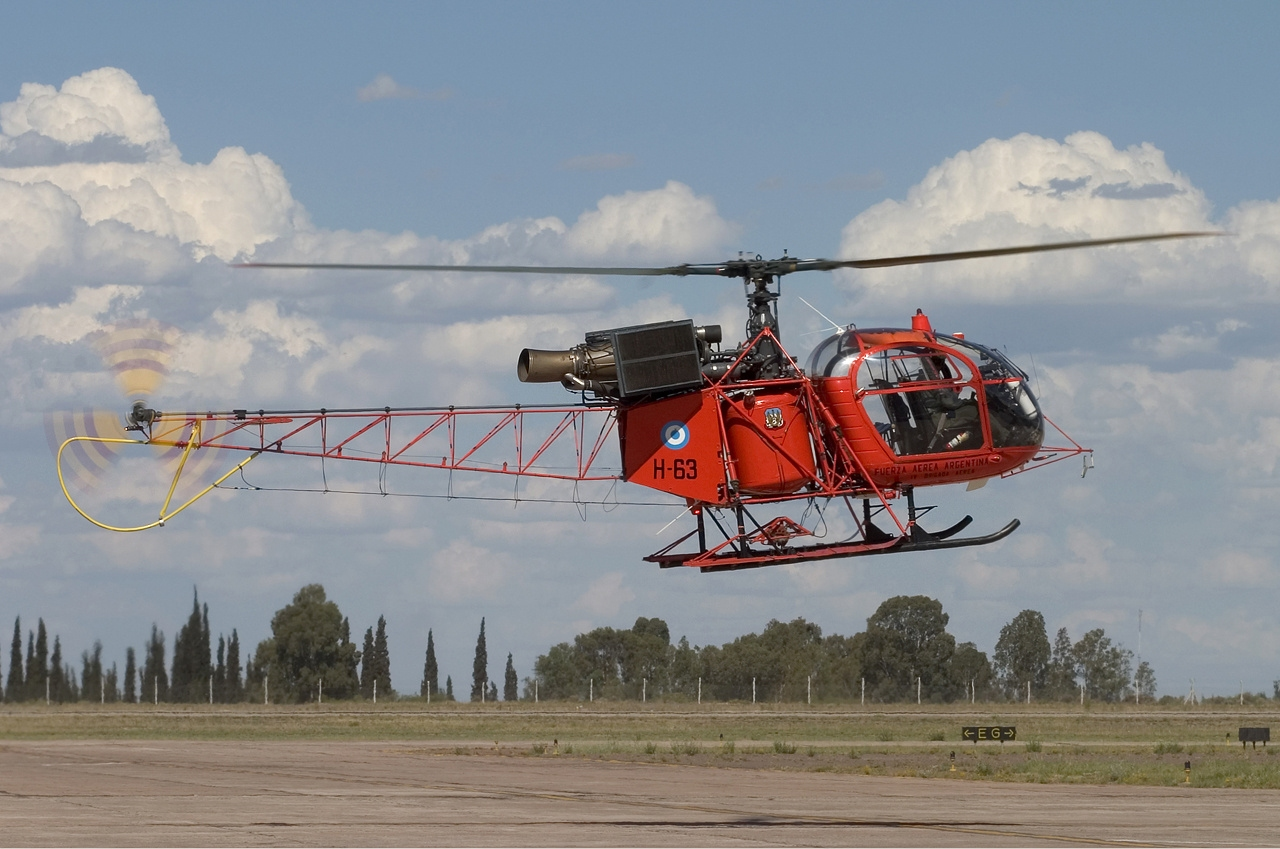
Un Aerospatiale SA-315 enlairant-se a l'Aeroport Internacional Gabrielli.

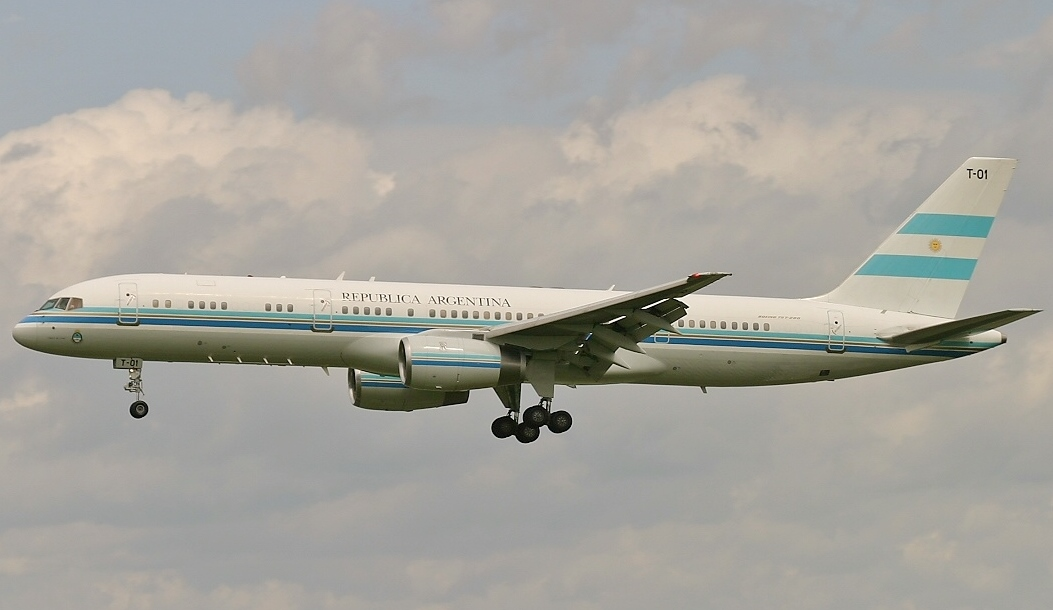
Un Boeing 757 aproximant-se al Aeroport Vaclav Havel a Praga. República Txeca.

## Aeronaus[Quan?]
| Fotografia                | Aeronau                      | Origen          | Tipus                     | Nº en servei   |
| Caça bombarder            | Caça bombarder               | Caça bombarder  | Caça bombarder            | Caça bombarder |
| ------------------------- | ---------------------------- | --------------- | ------------------------- | -------------- |
|                           | A-4 Fightinghawk             | Estats Units    | Caça bombarder            | 7              |
| Avió d'atac               |                              |                 |                           |                |
|                           | IA 58 Pucará                 | Argentina       | Avió d'atac               | 27             |
| Avió d'entrenament        |                              |                 |                           |                |
|                           | Embraer EMB 312 Tucano       | Brasil          | Avió d'entrenament        | 24             |
|                           | IA 63 Pampa                  | Argentina       | Avió d'entrenament        | 19             |
|                           | Beechcraft T-6 Texan II      | Estats Units    | Avió d'entrenament        | 12             |
|                           | G-120 Grob                   | Alemanya        | Avió d'entrenament        | 10             |
|                           | Tecnam P2002 Sierra          | Itàlia          | Avió d'entrenament        | 6              |
| Avió remolcador           |                              |                 |                           |                |
|                           | Aero Boero AB-180            | Argentina       | remolcador                | 1              |
|                           | Piper PA-25 Puelche          | Argentina       | remolcador                | 1              |
| Avió cisterna             |                              |                 |                           |                |
|                           | KC-130                       | Estats Units    | Avió cisterna             | 2              |
| Avió de transport militar |                              |                 |                           |                |
|                           | C-130 Hercules               | Estats Units    | Avió de transport militar | 4              |
|                           | CASA C-295                   | Espanya         | Avió de transport militar | 2              |
|                           | Lockheed L-100 Hercules      | Estats Units    | Avió de càrrega           | 1              |
| Avió de passatgers        |                              |                 |                           |                |
|                           | De Havilland Twin Otter      | Canada          | Avió de passatgers        | 8              |
|                           | Saab 340                     | Suècia          | Avió de passatgers        | 4              |
|                           | Fokker F28                   | Països Baixos   | Avió de passatgers        | 3              |
|                           | Learjet 35                   | Estats Units    | Avió de passatgers        | 1              |
|                           | Learjet 60                   | Estats Units    | Avió de passatgers        | 1              |
| Helicòpter                |                              |                 |                           |                |
|                           | OH-6 Cayuse                  | Estats Units    | Helicòpter                | 11             |
|                           | Bell 212                     | Estats Units    | Helicòpter                | 7              |
|                           | Bell 412                     | Estats Units    | Helicòpter                | 2              |
|                           | SA 315B Lama                 | França          | Helicòpter                | 2              |
|                           | Mil Mi-17                    | Rússia          | Helicòpter                | 2              |
| Planadors                 |                              |                 |                           |                |
|                           | Grob G103 Twin Astir         | Alemanya        | planador                  | 3              |
|                           | LET L-13 Blaník              | República Txeca | planador                  | 3              |
|                           | Grob G102 Astir              | Alemanya        | planador                  | 3              |
|                           | LET L-23 Super Blaník        | República Txeca | planador                  | 2              |
|                           | Schleicher / Centrair ASW 20 | Alemanya        | planador                  | 1              |

## Armament
| Arma               | Origen       | Tipus            | Imatge |
| ------------------ | ------------ | ---------------- | ------ |
| M2 Browning 12.7mm | Estats Units | Metralladora     |        |
| DEFA 30mm          | França       | Canó automàtic   |        |
| Zuni               | Estats Units | Coet             |        |
| FFAR               | Estats Units | Coet             |        |
| Mk-81              | Estats Units | Bomba            |        |
| Mk-82              | Estats Units | Bomba            |        |
| AIM-9 Sidewinder   | Estats Units | Míssil aire-aire |        |

## Objectius

### Sistema d'Objectius i Polítiques Institucionals
El Sistema d'Objectius i Polítiques de la Força Aèria Argentina reuneix, per a coneixement públic, les directrius orientadores per al desplegament i activació de la Força.
El marc de referència per a la seva concepció està donat per les competències assignades per la Constitució, les lleis, els decrets i les responsabilitats emergents.
Els Objectius i les Polítiques són la guia per l'acció coordinada de la Institució de manera conjunta amb les altres dues Forces Militars, sota una completa subordinació al poder polític i civil i aporten les bases per a la presa de decisions, servint a més d'orientació per al procés de planejament.
Les decisions operatives queden centralitzades en l'Estat Major Conjunt, perdent cada força la seva autarquia, que posseïen abans de la reglamentació, sancionada durant el govern de Néstor Kirchner, a la Llei de Defensa Nacional dictada el 1988 durant el govern del Dr. Raúl Ricardo Alfonsín.
Els Objectius de la Força Aèria com a integrant de les Forces armades argentines es troben establerts en la Llei de Defensa Nacional, sota un règim castrense, militar, verticalista, amb regles de cort marcial.
Les Forces Armades estan abocades solament a la defensa de la sobirania nacional, el territori i els recursos naturals del país davant l'atac o invasió d'un altre Estat estranger o Forces armades d'un altre Estat. Per al cas específic de la Força Aèria, la qual cosa defensa és l'espai aeri sobirà de la República Argentina emmarcats dins d'una nova doctrina de "Defensa-Defensiva" disposada per la ministra de Defensa Nilda Garré l'any 2007 i en la integració militar llatinoamericana, considerant als països de la regió fora de les possibles amenaces a la sobirania.
L'esmentada "Llei de Defensa Nacional" impedeix a les Forces Armades Argentines actuar en cas de Seguretat Interior com així també davant les denominades Noves Amenaces (Terrorisme Internacional, Guerra biològica, Narcotràfic, etc.), funcions que estan destinades a les Forces de Seguretat considerades com a amenaces a la Seguretat Interior. Mentre que les Forces Armades, en matèria de Seguretat Interior, solament podran brindar suport logístic a la comunitat en cas de desastres naturals, pandèmies, etc.

## Rangs

### Oficials (personal militar superior)
Els oficials porten la insígnia del seu rang en les mànigues. També hi ha charreteras amb les mateixes insígnies (encara que en grisa) per als rangs entre alferes i comodor. Els oficials superiors amb els graus de comodor major i brigadieres porten emblemes diferents.
| Presilla/charretera i màniga | RangoFuerza Aèria Argentina | Equivalent en laFuerza Aèria dels Estats Units | Rangs OTAN |
| ---------------------------- | --------------------------- | ---------------------------------------------- | ---------- |
|                              | Brigadier general           | General                                        | OF-10      |
|                              | Brigadier major             | Lieutenant General                             | OF-9       |
|                              | Brigadier                   | Major General                                  | OF-8       |
|                              | Comodoro major              | Brigadier General                              | OF-7       |
|                              | Comodoro                    | Coronel                                        | OF-6       |
|                              | Vicecomodoro                | Lieutenant Coronel                             | OF-5       |
|                              | Major                       | Major                                          | OF-4       |
|                              | Capità                      | Captain                                        | OF-3       |
|                              | Primer tinent               | First Lieutenant                               | OF-2       |
|                              | Tinent                      | Second Lieutenant                              | OF-1       |
|                              | Alferes                     | sense equivalent                               | OF-D       |

### Suboficials (personal militar subaltern)
| Insígnia | Rang                 |
| -------- | -------------------- |
|          | Suboficial Major     |
|          | Suboficial Principal |
|          | Suboficial Ajudant   |
|          | Suboficial Auxiliar  |
|          | Cap Principal        |
|          | Cap Primer           |
|          | Cap                  |

### Tropa (soldats voluntaris)
| Insígnia | Rang                 |
| -------- | -------------------- |
|          | Voluntari de Primera |
|          | Voluntari de Segona  |

### Personal Civil i Personal Docent Civil
Correspon a l'escalafó establert en les lleis que determinen l'Estatut per al Personal Civil i Docent Civil de les Forces Armades i que próximanete seran derogats en funció d'un nou Conveni Col·lectiu de Treball Sectorial el qual comprendrà un nou pla de carrera administrativa idèntica als empleats públics nacionals.
{{format ref}} http://www.apfdigital.com.ar/despachos.asp?cod_des=260561&id_seccion=21&fecemi=22/10/2015
| Agrupament                   |
| ---------------------------- |
| Personal Civil Superior      |
| Personal Civil de Supervisió |
| Personal Universitari        |
| Personal Tècnic              |
| Personal Administratiu       |
| Personal de Producció        |
| Personal de Serveis          |

## Especialitats
Quant als oficials, n'hi ha de l'Escalafó Aire, Tècnic, Professional i General. De les especialitats, piloto de Caça, piloto d'Atac, piloto de Transport, de Logística, Navegadors Aeris, Artillers, etc. Els Suboficials del Cos Recolzo Operatiu i Tècnic són de les especialitats com a Mecànics d'Aeronaus, Mecànics d'Armament, Armament i Explosius, Conductors Motoristes, Seguretat i Defensa, etc. I els suboficials del Cos de Suport Logístic, posseeixen especialitats tals com Contra Incendi, Oficinistes, Comptables, de Logística, etc.

## Uniformes
Els efectius de la Força Aèria utilitzen l'uniforme de servei, que es constitueix per jaqueta blava pissarra, camisa celeste i pantalons blaus pissarra. L'uniforme de social, es constitueix per jaqueta blava nit (a l'hivern) i jaqueta blanques (a l'estiu), camisa blanca i pantalons blaus nit. L'uniforme de combat, es constitueix per pantalons i camises amb camuflatge selvàtic i per l'ús de Bota de mitja canya. I finalment, el personal tècnic sol vestir amb granota color blau nit. Els barrets van, des de gorra plat amb l'escut alat, passant per birrets amb escarapel·la i casquets per als uniformes de combat. Els pilots per la seva banda, utilitzen granota de vol color verd molsa i interior ataronjat, cascos, antipares i màscara de vol. L'uniforme de servei a l'estiu és amb camisa de mànigues curtes, sense jaqueta ni corbates, que sí que s'usen en l'uniforme d'hivern.

## Actualitat
Després de la guerra de Malvines, l'embargament d'armes imposat pel Regne Unit i les successives disminucions pressupostàries per part de polítiques internes i crisis econòmiques, van limitar seriosament la capacitat operativa de la Força Aèria Argentina. En la postguerra solament va poder realitzar-se l'actualització dels avions IAI Dagger a la versió IAI Finger, i la incorporació de 36 avions McDonnell Douglas A-4 Skyhawk, modernitzats amb aviònica del F-16 i transformats a l'estàndard Lockheed Martin A-4AR Fightinhawk en la Lockheed Martin Aircraft Argentina S.A. (L.M.A.A.S.A.) de les quals 4 pertanyien a les seves variants biplaces OA-4AR per a entrenament.
En matèria de Transport, l'any 2008 es va signar l'adquisició de 4 aeronaus turbohèlices Saab 340 a l'empresa sueca, ingressades entre la fi del 2008 i la fi del 2009. Aquestes aeronaus tenen per objecte fer tasques de transport de passatgers a zones no explotades per empreses comercials. A aquesta activitat la hi coneix com a aerolínia de foment i l'empresa denominada Línies Aèries de l'Estat (LADE) és l'única signatura estatal Argentina que és operada per la Força Aèria. Cap a mitjan 2011 s'evidencien seriosos problemes amb el manteniment i adquisició de recanvis d'aquestes aeronaus
En 2010 es va tancar l'acord amb Rússia per a la compra de dos Helicòpters Mil El meu-17 per a la Força Aèria, que van ingressar al novembre de 2011 i són destinats a tasques de transport a les bases antàrtiques.
A partir de l'any 2010 s'anuncia, que els avions Pampes seran repotenciats per donar-li habilitat d'avions d'atac lleuger, així com la repotenciació de la flota de Pucaras, aquests treballs s'espera seran conclosos per a l'any 2012.
Per la seva obsolescència per al combat aeri modern i la dificultat per al manteniment, la flota d'interceptores aire-aire Dassault Mirage IIIEA/DÓNA i els cazabombarderos Dassault Mirage III 5P-Mara i IAI Finger, requereix la seva substitució immediata, per a això es barregen diverses opcions, com la compra de Dassault Mirage F1 de segona mà a Espanya, o l'adquisició de IAI Kfir a Israel (Això va ser descartat i l'operació va quedar en mans del proper govern).
A causa de les dificultats operatives en diverses àrees, i després que en 2007 un accident causés la mort del tinent Marcos Peretti, de 28 anys, es va engegar un Pla d'Acció Progressiva per a la Recuperació de la Aeronavegabilitat amb un termini fins a l'any 2016, en el qual es considera la inversió per a la reparació, manteniment i posada en servei de diverses aeronaus en desús. Aquest pla es va executar amb lentitud i èxits parcials, fomentant la utilització de recursos i mà d'obres propis en tant que sigui possible, però sense aconseguir fins al moment una millora important en l'estat de la Força.
Els Mirage van realitzar els seus últims entrenaments entre el 3 i l'11 de setembre de 2015. La totalitat del sistema d'armes Mirage va ser donat de baixa el 29 de novembre de 2015.